# Cerro Monserrate
Monserrate (poimenovan po katalonski homonimski gori Montserrat) je visoka gora, visoka 3152 metrov, ki dominira nad mestom Bogotá, glavnim mestom Kolumbije. Na njej je cerkev (zgrajena v 17. stoletju) s svetiščem, posvečenim El Señor Caídu (Padli Gospod).
Gora, ki je že v predkolumbijskih časih veljala za sveto, ko so na območju živeli avtohtoni Muisca, je romarska točka in tudi velika turistična znamenitost. Poleg cerkve so na vrhu restavracije, kavarne, trgovine s spominki in številni manjši turistični objekti. Na Monserrate se lahko pripelje z žičnico, z vzpenjačo ali s peš, kar je najprimernejši način romarjev. Pešpot je bila pred tem zaprta zaradi požarov, ki jih je povzročila suša in zemeljskih plazov, a so jo leta 2017 ponovno odprli.
Celotno središče Bogote, južna Bogota in nekateri deli severnega dela mesta so vidni proti zahodu, zaradi česar je priljubljena točka za opazovanje sončnega zahoda nad mestom. Monserrate in njegova soseda Guadalupe vsako leto pritegneta številne turiste.

## Zgodovina

### Predkolumbovsko obdobje
Zgodovina gore Monserrate sega v predkolumbovsko dobo. Pred španskim osvajanjem so savano Bogotá naseljevali ljudstvo Muisca, ki so bili organizirani v svojo ohlapno Muisca konfederacijo. Avtohtono ljudstvo, ki je temeljito razumelo astronomijo, je imenovalo Monserrate quijicha caca - "babičina noga". Ob junijskem solsticiju se Sonce, ki ga v njihovi religiji predstavlja sončni bog Sué, vzpne točno izza Monserrate, kot je videti iz Bolívarjevega trga. Španski konkvistadorji so v zgodnjem kolonialnem obdobju zamenjali templje Muisca s katoliškimi stavbami. Prva preprosta stolnica v Bogoti je bila zgrajena na severovzhodnem vogalu trga Plaza Bolívar leta 1539, leto po ustanovitvi prestolnice Novega kraljestva Granada.

### Kolonialno obdobje
V 1620-ih je Cofradia de la Vera Cruz (Bratstvo Vera Cruz) začela uporabljati vrh gore Monserrate za verska praznovanja. Sčasoma so številni pobožni prebivalci Bogote začeli romati na vrh gore. Leta 1650 so se štirje gospodje srečali z nadškofom in Juanom de Borjo, vodjo sodišča v Santafe de Bogotá, da bi pridobili dovoljenje za izgradnjo majhnega verskega zatočišča na vrhu Monserrate. Ustanovitelji so se odločili, da ustanovijo puščavnico v imenu Monserratske Device Morene. Njeno svetišče je bilo v Kataloniji, blizu Barcelone, zaradi česar je gora dobila ime Monserrate. Nekateri verjamejo, da je bil Montserrate izbran za zavetnika zaradi enega od ustanoviteljev, Pedra Solisa, ki ima strica, ki je pred tem služil kot opat v svetišču Montserrat.
Do leta 1656, ko je bil za varovanje svetišča dodeljen oče Rojas, je naročil izrezljanje razpela in kipa Jezusa Kristusa. Potem ko so ta kip odstranili s križa, si je prislužil ime El Señor Caído (Padli Gospod). Prvotno je bil ta kip postavljen v majhno kapelo, posvečeno čaščenju Kristusa, namesto da bi bil postavljen v samo puščavnico. Sčasoma je vse več ljudi začelo obiskovati svetišče, da bi videli kip Jezusa in ne matrone iz Monserrata. Do 19. stoletja je kip Padlega Gospoda pritegnil toliko pozornosti, da so s hriba odstranili kip Device Montserratske kot osrednji del svetišča in ga nadomestili z El Señor Caido. Gora je pozneje obdržala ime Monserrate. Od takrat, več kot štiri stoletja, so romarji in meščani hodili na goro, da bi darovali svoje molitve v svetišče El Señor Caido.

## Turizem
Tako gora Monserrate kot njena soseda Cerro de Guadalupe sta ikoni mestne pokrajine Bogote. Hrib je turistična atrakcija z dostopom z vzpenjačo ali žičnico ali romarsko pohodniško potjo. Pohodniška pot je dolga 2,4 km z višinsko razliko 600 m po strmem hribu in traja od 50 min do 3 ure. Povprečna ocena strmine je 25 odstotkov.
Z gore je lep panoramski pogled na mesto in goro Guadalupe, obišče pa se tudi svetišče Padlega Gospoda.

### Teleférico de Monserrate kabinska žičnica
Žičnica Monserrate je bila zgrajena za zagotavljanje prevoznih storitev za vse večje število romarjev, ki so se do 1950-ih povzpeli do svetišča na vrhu gore. Takrat je bila vzpenjača edino prevozno sredstvo.
Sistem žičnice je zasnovalo švicarsko podjetje Von Roll. Gradnja se je začela leta 1953 in je bila odprta za javne storitve 27. septembra 1955.
Mehanizem, ki se danes uporablja za delovanje sistema, je v brezhibnem stanju in je bil večkrat nadgrajen. Nadzorne plošče, varnostni in nadzorni sistemi so računalniško podprti, zaradi česar je eden najsodobnejših na svetu.
Žičnice so nekajkrat spremenile barve in dizajn. Prva uporabljena barva je bila bela, nato rumena, rdeča, zelena, nato spet rdeča in trenutno oranžna.
Kabina potrebuje 4 minute, da dokonča svoj 820 m podaljšek od postaje Circunvalar na 26. ulici do vrha gore na 3152 m nmv. Ima kapaciteto 40 oseb. Od inavguracije še nikoli ni imela nesreče.

## Galerija
- Guadalupe iz Monserrata
- Vrh Monserrate
- Samostan na Monserrate
- Samostan na Monserrate
- Žičnica na Monserrate
- Žičnica